# コゼレーツィ

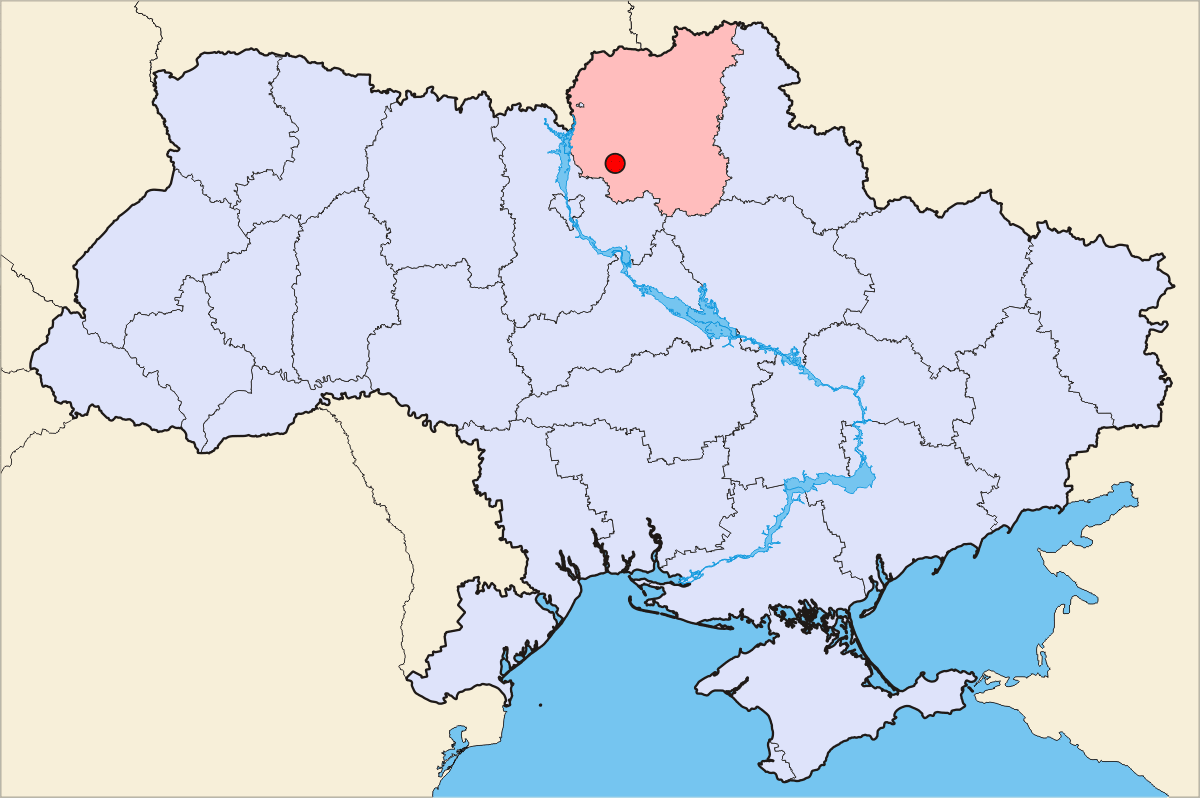
コゼレーツィの位置

コゼレーツィ（ウクライナ語：Козеле́ць；意訳「山羊草」）は、ウクライナのチェルニーヒウ州コゼレーツィ地区にある町。デスナー川の支流オセテール川河岸に位置する。町名はウクライナ語の「山羊草」（キク科の二年草であるキバナバラモンジン）に由来する。面積は約8.44km²（2005年）。人口は約8,900人 (2005年）。
1098年にキエフ大公国の町として創建された。1648年から1667年までにコサック国家ペレヤースラウ連隊に、1667年から1782年までにキエフ連隊に属した。1708年からキエフ連隊の連隊庁所在所となった。
生神女誕生大聖堂（1763年）、ムィコラーイ聖堂（1784年）、キエフ連隊庁（1760年）などの文化財がある。